# حبيل الهارب (ردفان)

تعديل مصدري - تعديل

حبيل الهارب هي إحدى قرى عزلة الحبيلين بمديرية ردفان التابعة لمحافظة لحج، بلغ تعداد سكانها 51 نسمة حسب تعداد اليمن لعام 2004.